# Grundsjöns naturreservat
Grundsjöns naturreservat är ett naturreservat i Östhammars kommun i Uppsala län.
Området är naturskyddat sedan 2011 och är 132 hektar stort. Reservatet består av sjöarna Grundsjön, Äppelsjön och omgivande våtmarker med tjärnar, gungflyn, rika och fattiga kärr, gamla tallmossar och blandsumpskogar.